# Trilogía de los Karnstein
La Trilogía de los Karnstein es una serie de películas de terror producidas por Hammer Film Productions en la década de 1970. Esta trilogía, compuesta por "The Vampire Lovers" (1970), "Lust for a Vampire" (1971) y "Twins of Evil" (1971), está basada en la novela "Carmilla" de Sheridan Le Fanu, una de las primeras obras de la literatura vampírica.
La primera película, The Vampire Lovers, dirigida por Roy Ward Baker, introduce a la condesa Mircalla Karnstein (también conocida como Carmilla), una vampira que seduce y asesina a jóvenes mujeres. La película se destaca por su fidelidad a la atmósfera gótica de la novela original y por su enfoque en la sensualidad y el erotismo, elementos poco comunes en el cine de terror de la época. Ingrid Pitt interpreta a la seductora Carmilla, ofreciendo una actuación que combina misterio y seducción.
Lust for a Vampire,dirigida por Jimmy Sangster, continúa la historia de la familia Karnstein con un enfoque similar en el erotismo y el horror. La trama sigue a una joven llamada Mircalla, resucitada por un culto de vampiros, que asiste a una escuela para señoritas y rápidamente comienza a alimentarse de sus compañeras de clase. Esta película se aleja del tono sombrío de su predecesora, optando por un enfoque más estilizado y menos serio, lo que le ha valido críticas mixtas.
La última entrega, Twins of Evil, dirigida por John Hough, cierra la trilogía con una historia que combina elementos de brujería y vampirismo. La película se centra en dos gemelas huérfanas, interpretadas por las hermanas Collinson, quienes quedan atrapadas entre la lucha de su tío cazador de brujas y el vampiro Conde Karnstein. Twins of Evil se distingue por su atmósfera oscura y su exploración de temas como el fanatismo religioso y la represión sexual.
La Trilogía de los Karnstein es notable por su contribución al subgénero del horror gótico y por su innovador enfoque en la representación del vampirismo. Estas películas son recordadas por su mezcla de erotismo y terror, así como por su influencia en el cine de vampiros posterior.

## Películas
Integran esta trilogía los filmes:
- The Vampire Lovers (Amantes vampiro) (1970)
- Lust for a Vampire (Lujuria para un vampiro/Ataúd para un vampiro) (1971)
- Twins of Evil (Drácula y las mellizas) (1971)